# Теберда (планета)
Теберда (ранее HAT-P-3b) — экзопланета, которая вращается вокруг звезды Домбай, находящейся на расстоянии приблизительно 457 световых лет в созвездии Большой Медведицы. Планета была открыта в рамках Проекта HATNet транзитным методом, что позволило достаточно точно определить как её массу, так и радиус. Основываясь на полученных данных, можно предположить, что планета превосходит по массе Землю в 75 раз. Её ядро состоит из тяжёлых элементов, что делает её похожей на другую экзопланету — HD 149026b.